# Loch Carron
|  | Aquest article tracta sobre el loch. Vegeu-ne altres significats a «Lochcarron». |

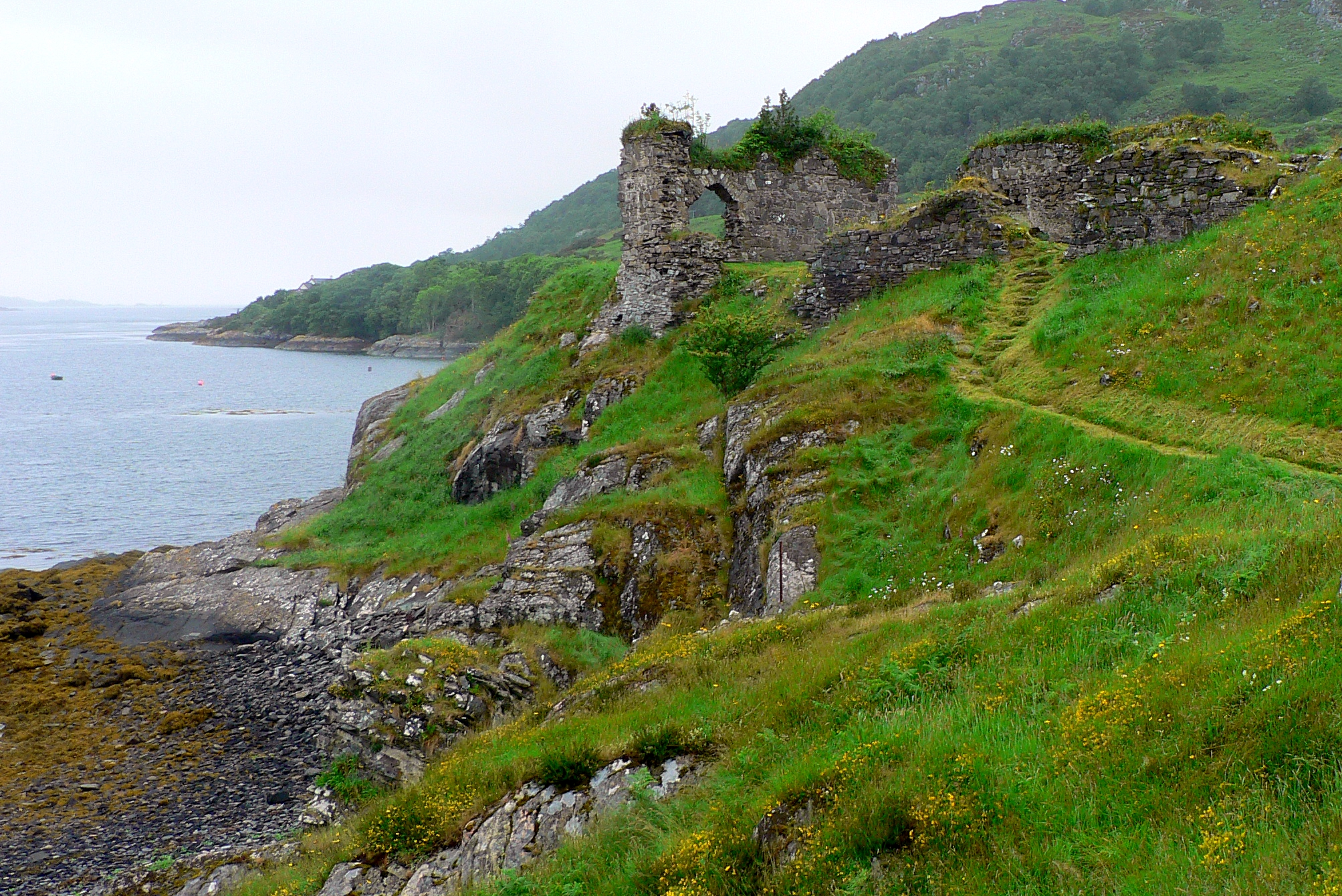
El Strome Castle a la riba del Loch Carron.

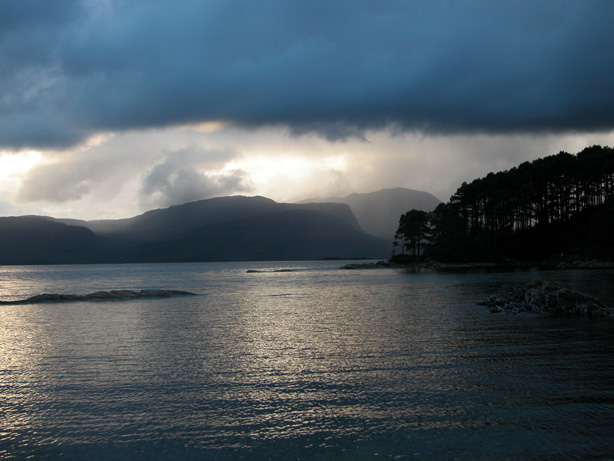
Mirant des del Loch Carron a la península d'Applecross.

El Loch Carron (Gaèlic escocès: "Loch Carrann") és un loch a la costa oest de Ross and Cromarty als Highlands escocesos. És el punt per on el Riu Carron entra a l'oceà Atlàntic.
Segons les cartes marines, els corrents de marea arriben als 3 nusos (5,6 km / h; 3,5 mph) en l'estret, encara que no es veu molta pertorbació en el flux d'aigua. En els estrets, la profunditat de l'aigua és inferior a 20 metres, però en les conques d'ambdós costats, s'estén fins a una profunditat de més de 100 metres. Per sota dels penya-segats, al castell de Strome, hi ha una colònia de Limaria hians.

## Turisme
El turisme és una indústria significativa en els Highlands i que genera activitat econòmica local important. Proporciona ocupació per persones locals i atreu molts visitants a Wester Ross en general i Lochcarron en particular a causa de la seva ubicació.
La Kyle de Lochalsh Line passa al llarg de la riba sud del loch, amb estacions de ferrocarril a Attadale, Stromeferry, Duncraig, i Plockton.